# Quora
Quora（クオーラ）は、ユーザーコミュニティで作成、編集、運営を行うナレッジコミュニティ・Q&Aサイトである。2009年6月に会社を設立し、2010年6月21日にウェブサイトを立ち上げた。
質問と回答の収集を行なっており、ユーザーは質問の編集を提案することで協働作業が可能になっている。主な競争相手はredditのようなソーシャルブックマークサイト、ChaChaのようなソーシャル・ネットワーキング・サービス、そして数多くのQ&Aサイトである。
2017年9月26日、日本語版のβ版が公開。同年11月14日、正式にスタートした。欧米圏以外に向けたサービス提供はこれが初の事例である。

## 理念
Quoraでは投稿された質問は質問者個人のものではなくコミュニティの共有物とみなしている。したがって、Yahoo!知恵袋やOKWAVEなどといった他のQ&Aサイトとは異なり、第三者が質問を編集することができる。
「BNBR:Be Nice, Be Respectful（いつも思いやりと敬意を示すこと）」はQuoraの基本方針を端的に表した標語である。
以前は利用には実名登録が必要だったが、この規定は2021年3月28日に緩和され、実名以外のハンドル名の使用が許可されるようになった。

## 歴史
かつてFacebookに勤務していたアダム・ディアンジェロとチャーリー・シーヴァーとの共同で設立された。ディアンジェロは、2010年1月にQuoraを立ち上げるためにFacebookを退職している。ディアンジェロは、自身とシーヴァーがQuoraを立ち上げた理由は「インターネット上ではどの分野だろうと疑問や答えが大量のサイトにあると考えたけど、未だに誰かが主導して本当に良かったものを構築する人が居なかったから」と述べている。2010年12月においてQuoraのユーザー数が急増を見せた。
2011年1月時点で、Quoraの登録ユーザー数は、推定50万人であった。2011年6月、Quoraはサイトをリニューアルし、インフォメーションディスカバリーを作成し、ナビゲーションを容易にしたが、ウィキペディアに酷似している点があると指摘された。2011年9月29日にiPhone対応の、2012年9月5日にAndroid対応の公式アプリケーションを公開した。
2012年9月、共同設立者のチャーリー・シーヴァーは、企業顧問としての肩書きを保持するものの、日常的な業務からは退くことを発表した。
2013年1月、Quoraは、ブログプラットフォームを立ち上げた。
2023年2月4日、対話型人工知能のユーザーインターフェイスの Poe を一般公開した。様々なチャットAIのエンジンに対応している。2023年3月15日、有料サービスを開始し、OpenAIのGPT-4とAnthropicのClaude+にも対応した。

## 運営
Quoraを使用するには、ハンドルネームではなく実名での登録が必要である。また、自身のTwitterやFacebookアカウントをQuoraのアカウントとしてリンク/ログインすることができる。Quoraのコミュニティには、スティーブ・ケース、マーク・アンドリーセン、ダスティン・モスコビッツ、ジミー・ウェールズ、ジャスティン・トルドー、アシュトン・カッチャーといった著名人も参加している。Quoraユーザーの最大グループは、ニューヨークに続いてシリコンバレーに位置している。
Quoraは、解答のランク付けに使用する独自のアルゴリズムを開発しているが、PageRankと同じような動作をする。ウェブサイトを動かすサーバーの管理には、Amazon Elastic Compute Cloudの技術が使用されている。2011年8月、改善のために、インフラに使用しているPython実装をCPythonからPyPyに切り替えた。

### プライバシー問題
2012年8月、ブロガーのイヴァン・キリギンは、知人がどんな質問を見ていたかで、知人の行動を監視することが可能であったと指摘した。

## 投資
2010年3月、ベンチマーク・キャピタルがスタートアップとしての価値を8600万ドルと見積もった上で、Quoraに1100万ドルを投資した。2011年2月、ビジネスインサイダーによれば、Quoraの企業価値は、1億ドルを超えているのではないかと噂され、公開会社でない株式会社として3億ドルの買収提案を断ったとされる。
2012年5月、Quoraは、企業価値が4億ドル以上と見積もったシリーズB投資で、5000万ドル増資した。そのことで、投資額の総額は、6100万ドルになった。共同設立者のディアンジェロは、Facebook株の0.8%を所有しているが、B投資で私財から2000万ドル投資したとしている。

## 評価
Quoraは、ニューヨーク・タイムズ、USAトゥデイ、TIME、デイリー・テレグラフに賞賛記事が掲載された。
ロバート・スコブルによれば、Quoraは、Twitter、Facebook、Google Waveやユーザーがコンテンツに投票するシステムをベースにしている同様のウェブサイトの性質を組み合わせることに成功しているという。しかし、スコブルは、後に「ブログとして恐ろしいサービス」と批判するものの、
競争相手より実質的ではないが良いまともなQ&Aサイトであると評している。デイリー・テレグラフは、Quoraが規模でTwitterを抜くであろうと予測した。また、ニューヨーク・タイムズも、QuoraをAirbnb、Dropboxと共に次世代のマルチビリオンダラースタートアップと評した。
2010年、ディアンジェロとシーヴァーは、CNNMoneyの「smartest people in the tech（→テクノロジーにおける最もスマートな人達）」という記事で「Smartest Engineer runner-up（→最もスマートな技術者の次点）」と称された5人のうちの2人として、Inc.による「'Top 30 Under-30」の2011年起業家リストにそれぞれ入った。
Quoraは、携帯機器でモバイルアプリケーションを使ってブラウズすることに力を入れている。

## 中国共産党によるプロパガンダツールとして
2018年、中国共産党中央委員会の機関紙「人民日報」は、対外宣伝工作活動でQuoraを利用することの重要性を主張する記事を掲載した。この記事では、従来の中国の公的な情報発信は逆効果になることも多かったが、Quoraは個人ユーザー主体の情報発信であり、米国に次いで中国関連の質問が多く、ログインする必要がない上に他プラットフォームにリンクされやすくて注目度が高く、中国人留学生、華僑、元中国駐在員が、より現地の市井の人の視点と感覚に合わせて情報を発信できるため、欧米の強固な言論を突破して「本当の中国」を発信にするのに最適であるとしている。また外国人がQuoraに参加し中国の主張を広めることを奨励するべきとも主張している。チベット、新疆、台湾、香港、南シナ海問題、中国の人権、中国の環境と健康と家族計画問題、知的財産権の侵害、中国人観光客のマナー問題などを市民的な言説により和らげることが急務であると主張している。この際、Quoraの利用者層は若年層が多いので若者の表現方法に気を配るべきとしている。また中国側の回答の閲覧数を増やすために、Quoraが回答を推薦する際のアルゴリズムが判断材料にしている「関連性がある、わかりやすい、論理的、事実が正しい、参照性が高い」といった文章的な特徴を持つ回答を書く重要性を説き、その一例として「なぜ中国人はいまだに南京大虐殺にこだわるのか？」という質問に「南京大虐殺を否定することはできない」と答えて情報発信につなげた事例があげられている。